# Aurelio Ramos Acosta
Aurelio Ramos Acosta (1893-1937) fue un médico y político republicano español.
En 1929, Ramos Acosta fue uno de los fundadores del Partido Republicano Radical Socialista en Málaga. Posteriormente formó parte del grupo que salió del PRS y creó el Partido Radical Socialista Independiente. En 1933, fue elegido diputado tras la celebración de una segunda vuelta en la que fue el representante de radicalsocialista independiente en el Frente Único Antifascista, junto a socialistas y comunistas. Acosta fue el candidato más votado de la candidatura republicano-izquierdista, con 30.038 votos.
Ramos Acosta fue fusilado en 1937 tras la ocupación de Málaga por las tropas franquistas.